# Jim Cleamons
James Mitchell « Jim » Cleamons (né le 13 septembre 1949 à Lincolnton, Caroline du Nord) est un ancien joueur américain de basket-ball et actuel entraîneur assistant. Il a été l'assistant de Phil Jackson aux Bulls de Chicago et aux Lakers de Los Angeles.

## Biographie
Jim Cleamons évolua à l'université d'État de l'Ohio et fut sélectionné par les Lakers de Los Angeles au 13e rang de la draft 1971. Il jouera sous les couleurs de quatre équipes en neuf ans de carrière (les Lakers de Los Angeles, les Cavaliers de Cleveland , les Knicks de New York et les Washington Bullets). En 1976, Cleamons fut sélectionné dans la NBA All-Defense 2nd team.
À l'issue de sa carrière, Cleamons fut entraîneur des Mavericks de Dallas durant une année, de 1996 à 1997. Il fut aussi entraîneur assistant aux New Orleans/Oklahoma City Hornets. Il fut engagé en tant qu'entraîneur assistant aux Lakers de Los Angeles le 19 juillet 2006.
Durant quelques matchs avec les Lakers, il remplaça périodiquement Phil Jackson lorsqu'il fut absent.

## Palmarès

### En tant que joueur
- Champion NBA en 1972 avec les Lakers de Los Angeles
- NBA All-Defensive Second Team en 1976[1]

### En tant qu'entraineur
- Champion NBA en 1991, 1992, 1993 et 1996 avec les Bulls de Chicago (en tant qu'entraineur-adjoint)
- Champion NBA en 2000, 2001, 2002, 2009 et 2010 avec les Lakers de Los Angeles (en tant qu'entraineur-adjoint)